# Listă de sculptori finlandezi
Aceasta este o listă de sculptori finlandezi.

## A
- Wäinö Aaltonen (1894 - 1966)

## H
- Edvin Hevonkoski
- Helena Hietanen
- Eila Hiltunen (1922 - 2003)

## P
- Laila Pullinen  (1933 - )

## T
- Kain Tapper (1930 - 2004)

## W
- Tapio Wirkkala (1915 - 1985)